# Strong Openweight Tag Team Championship
Le Strong Openweight Tag Team Championship (STRONG無差別級王座, STRONG musabetsu-kyū ōza) est un championnat de catch (lutte professionnelle) masculin par équipe utilisé par la New Japan Pro-Wrestling (NJPW). Le titre est créé pour l'émission NJPW Strong Live, une émission de la NJPW produite aux États-Unis.
L'équipe actuellement championne est l'équipe de TMDK : Shane Haste et Mikey Nicholls.

## Histoire
Le 8 juin 2022, le NJPW a annoncé la création du championnat, ce dernier sera mis en jeu dans un tournoi à huit équipes pour couronner les premiers champions. La finale se déroule à Strong : High Alert le 24 juillet 2022 où Aussie Open (Kyle Fletcher et Mark Davis) bat Christopher Daniels et Yuya Uemura pour devenir les premiers champions Strong par équipe.

### Tournoi inaugural
|  | Quarts de finale Strong: Ignition (19 juin),            | Quarts de finale Strong: Ignition (19 juin), |                                    |       | Demi-finales Strong: Ignition (19 juin), | Demi-finales Strong: Ignition (19 juin), |  |  | Finale Strong: High Alert (24 juillet) | Finale Strong: High Alert (24 juillet) |
|  | Quarts de finale Strong: Ignition (19 juin),            | Quarts de finale Strong: Ignition (19 juin), |                                    |       | Demi-finales Strong: Ignition (19 juin), | Demi-finales Strong: Ignition (19 juin), |  |  | Finale Strong: High Alert (24 juillet) | Finale Strong: High Alert (24 juillet) |
|  |                                                         |                                              |                                    |       |                                          |                                          |  |  |                                        |                                        |
|  |                                                         |                                              |                                    |       |                                          |                                          |  |  |                                        |                                        |
|  |                                                         |                                              |                                    |       |                                          |                                          |  |  |                                        |                                        |
|  | Stray Dog Army (Barrett Brown et Misterioso)            | Tombé                                        |                                    |       |                                          |                                          |  |  |                                        |                                        |
|  | Stray Dog Army (Barrett Brown et Misterioso)            | Tombé                                        |                                    |       |                                          |                                          |  |  |                                        |                                        |
|  | Midnight Heat (Eddie Pearl et Ricky Gibson)             | 8:28                                         |                                    |       |                                          |                                          |  |  |                                        |                                        |
|  | Midnight Heat (Eddie Pearl et Ricky Gibson)             | 8:28                                         | Stray Dog Army                     | 7:27  |                                          |                                          |  |  |                                        |                                        |
|  |                                                         |                                              | Stray Dog Army                     | 7:27  |                                          |                                          |  |  |                                        |                                        |
|  |                                                         | Aussie Open                                  | Tombé                              |       |                                          |                                          |  |  |                                        |                                        |
|  | Aussie Open (Kyle Fletcher et Mark Davis)               | Aussie Open                                  | Tombé                              | Tombé |                                          |                                          |  |  |                                        |                                        |
|  | Aussie Open (Kyle Fletcher et Mark Davis)               |                                              |                                    | Tombé |                                          |                                          |  |  |                                        |                                        |
|  | The Dark Order (Alan Angels et Evil Uno)                | 12:44                                        |                                    |       |                                          |                                          |  |  |                                        |                                        |
|  | The Dark Order (Alan Angels et Evil Uno)                | 12:44                                        | Aussie Open                        | Tombé |                                          |                                          |  |  |                                        |                                        |
|  |                                                         |                                              | Aussie Open                        | Tombé |                                          |                                          |  |  |                                        |                                        |
|  |                                                         | Christopher Daniels et Yuya Uemura           | 11:57                              |       |                                          |                                          |  |  |                                        |                                        |
|  | Christopher Daniels et Yuya Uemura (en)                 | Christopher Daniels et Yuya Uemura           | 11:57                              | Tombé |                                          |                                          |  |  |                                        |                                        |
|  | Christopher Daniels et Yuya Uemura (en)                 |                                              |                                    | Tombé |                                          |                                          |  |  |                                        |                                        |
|  | The Factory (Aaron Solo et Nick Comoroto)               | 9:17                                         |                                    |       |                                          |                                          |  |  |                                        |                                        |
|  | The Factory (Aaron Solo et Nick Comoroto)               | 9:17                                         | Christopher Daniels et Yuya Uemura | Tombé |                                          |                                          |  |  |                                        |                                        |
|  |                                                         |                                              | Christopher Daniels et Yuya Uemura | Tombé |                                          |                                          |  |  |                                        |                                        |
|  |                                                         | TMDK                                         | 10:02                              |       |                                          |                                          |  |  |                                        |                                        |
|  | West Coast Wrecking Crew (Jorel Nelson et Royce Isaacs) | TMDK                                         | 10:02                              | 10:21 |                                          |                                          |  |  |                                        |                                        |
|  | West Coast Wrecking Crew (Jorel Nelson et Royce Isaacs) |                                              |                                    | 10:21 |                                          |                                          |  |  |                                        |                                        |
|  | TMDK (Mikey Nicholls et Shane Haste)                    | Tombé                                        |                                    |       |                                          |                                          |  |  |                                        |                                        |
|  | TMDK (Mikey Nicholls et Shane Haste)                    | Tombé                                        |                                    |       |                                          |                                          |  |  |                                        |                                        |

## Règnes
| N | Champions                                                 | Changement de titre | Changement de titre              | Changement de titre          | Statistiques de règne | Statistiques de règne | Statistiques de règne | Notes | Réference |
| N | Champions                                                 | Date                | Évènement                        | Lieu                         | Règne                 | Jours                 | Défenses              | Notes | Réference |
| - | --------------------------------------------------------- | ------------------- | -------------------------------- | ---------------------------- | --------------------- | --------------------- | --------------------- | --- | --------- |
| 1 | Aussie Open (Kyle Fletcher et Mark Davis (en))            | 24 juillet 2022     | Strong: High Alert               | Charlotte (Caroline du Nord) | 1er                   | 96 jours              | 3                     | En battant Christopher Daniels et Yuya Uemura (en) en finale du tournoi inaugural. La New Japan Pro-Wrestling considère que le règne commence le 16 août 2022 date où l'émission enregistrée est diffusée à la télévision.                                                                     | [ 5 ]     |
| 2 | The Motor City Machine Guns (Alex Shelley et Chris Sabin) | 28 octobre 2022     | Rumble on 44th Street            | New York                     | 1er                   | 169 jours             | 3                     | C'était un match à trois équipes impliquant également The DKC et Kevin Knight (en). | [ 6 ]     |
| 3 | Aussie Open (Kyle Fletcher et Mark Davis (en))            | 15 avril 2023       | Capital Collision                | Washington D.C.              | 2e                    | 36 jours              | 1                     | C'était un match à trois équipes impliquant également la Dream Team (Hiroshi Tanahashi et Kazuchika Okada). | [ 7 ]     |
| — | Vacant                                                    | 21 mai 2023         | Resurgence                       | Long Beach (Californie)      | —                     | —                     | —                     | Rendu vacant après une blessure de Mark Davis. | [ 8 ]     |
| 4 | Bishamon (Hirooki Gotō et Yoshi-Hashi)                    | 4 juin 2023         | Dominion 6.4 in Osaka-jo Hall    | Osaka, Japon                 | 1er                   | 30 jours              | 0                     | En battant la House of Torture (Evil et Yujiro Takahashi) et le United Empire (Great-O-Khan et Aaron Henare) dans un match à trois équipes pour remporter les titres vacants. Le match était également pour le titre de champions IWGP Tag Team, qui étaient aussi rendus vacants à ce moment. | [ 9 ]     |
| 5 | Bullet Club War Dogs (Alex Coughlin et Gabriel Kidd (en)) | 4 juillet 2023      | NJPW Independence Day            | Tokyo, Japon                 | 1er                   | 97 jours              | 0                     | | [ 10 ]    |
| 6 | Guerrillas of Destiny (El Phantasmo et Hikuleo)           | 9 octobre 2023      | NJPW Destruction in Ryogoku 2023 | Tokyo, Japon                 | 1er                   | 186 jours             | 5                     | | [ 11 ]    |
| 7 | TMDK (Shane Haste et Mikey Nicholls)                      | 12 avril 2024       | Windy City Riot                  | Chicago                      | 1er                   | 29 jours              | 1                     | Lors d'un match à quatre équipes comprenant l'équipe de Fred Rosser et Tom Lawlor et l'équipe West Coast Wrecking Crew (en) (Royce Isaacs (en) et Jorel Nelson (en)). | [ 12 ]    |
| 8 | Guerrillas of Destiny (El Phantasmo et Hikuleo)           | 11 mai 2024         | Resurgence                       | Ontario                      | 2e                    | 29 jours              | 0                     | | [ 13 ]    |
| 9 | TMDK (Shane Haste et Mikey Nicholls)                      | 9 juin 2024         | Dominion                         | Osaka                        | 2e                    | 432 jours             | 0                     | Lors d'un match à quatre équipes à élimination où le championnat par équipe IWGP était également en jeu, comprenant l'équipe du Bullet Club (Kenta et Chase Owens) et Bishamon (Hirooki Gotō et Yoshi-Hashi).                                                                                  | [ 14 ]    |